# Міст Галактіона Табідзе
Міст Галактіона Табідзе (груз. გალაკტიონის ხიდი) — міст через річку Куру у Тбілісі, пов'язує привокзальну частина міста (район Чугурети) з центральною частиною міста.

## Розташування
Міст з'єднує вулицю Михайла Джавахішвілі з вулицею Костянтина Марджанішвілі.
Вище за течією знаходиться міст цариці Тамари, нижче — Саарбрюкенський міст.

## Назва
Спочатку міст називався мостом Вєрі або Верійським, за найменуванням району Вєрі. У радянський час міст був перейменований на міст Й. В. Сталіна, потім — міст А. Елбакідзе (революціонера, що вчинив у 1919 році на Вєриійському узвозі (нині — вулиця Джавахішвілі) замах на денікінського генерала Миколу Баратова). У 1991 році мосту повернули первинну назву. Існуючу назву міст отримав у 2001 році, на честь грузинського поета Галактіона Табідзе.

## Історія

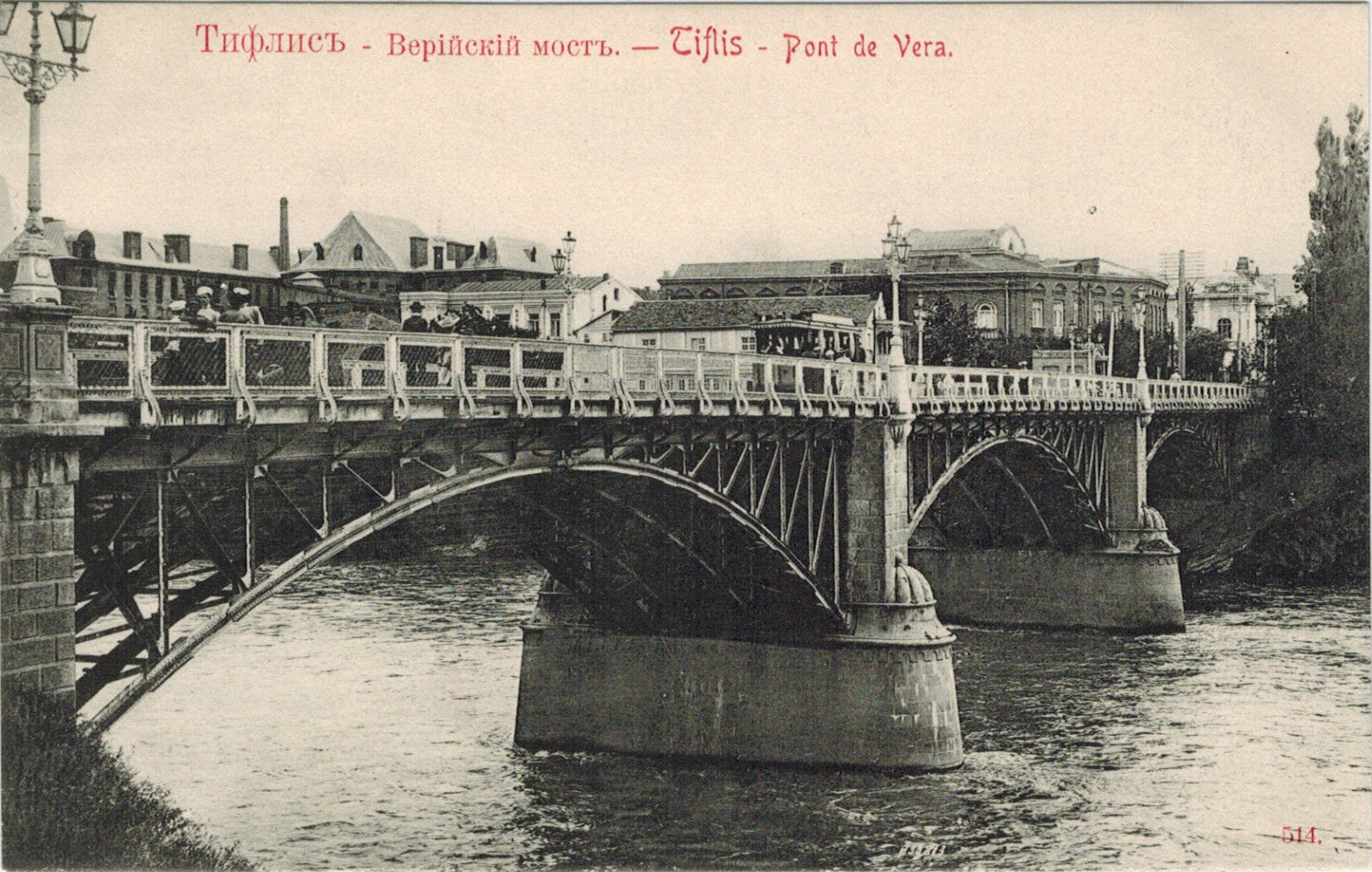
Вєрійський міст, 1900-і рр ..

Питання про спорудження постійного мосту через Куру замість поромної переправи обговорювалося ще у 1880-х рр. Спочатку планувалося побудувати Мухранський міст, однак зусиллями місцевих землевласників вибір був зроблений на користь Вєрійського. У 1881 році архітектор А. Уманський склав проект металевого трьохпролітного арочного мосту. Для руху міст відкрито 10 лютого 1885 року Ширина мосту становила 10,5 метра (7,5 м, ширина проїжджої частини і два тротуару по 1,5 м). Тротуари були винесені на металеві консолі. До початку ХХ століття це був один з шести міських мостів через Куру. До лютого 1917 р. за проїзд по мосту стягувалася плата.
У 1951—1953 рр. міст був перебудований за проектом інженера Георгія Чомахідзе та архітектора М. Меліа.
У 2008 році на мосту встановлено чотири скульптури левів (автор Г. Джапарідзе).

## Конструкція
Міст трипролітний залізобетонний арочний. Міст строго симетричний — центральний проліт (73 м) перекриває русло річки, два бічних (20 м) — проїзди вздовж набережних. Центральний арочний прохід складається з двох склепінь коробчатого перетину. Ширина моста становить 25 метрів. Фасади мосту облицьовані алгетським базальтом і болніським туфом.
Міст призначений для руху автотранспорту і пішоходів. Проїжджа частина включає в себе 4 смуги для руху автотранспорту. Перильне огородження чавунне лите, на підвалинах і опорах встановлено кам'яний парапет.